# Cydia pactolana
The Spruce Bark Tortrix (Cydia pactolana) là một loài bướm đêm thuộc họ Tortricidae. Loài này có ở miền trung, Northern và Eastern châu Âu cũng như Siberia. Ở Nhật Bản, phân chi Cydia pactolana yasudai cũng hiện diện.
Sải cánh dài 13–14 mm. Con trưởng thành bay từ tháng 5 đến tháng 6 làm một đợt tùy theo địa điểm.
Ấu trùng ăn Picea abies, Picea pungens, Picea sitchensis và Larix species. Cydia pactolana yasudai feeds on Abies sachalinensis.

## Phụ loài
- Cydia pactolana pactolana
- Cydia pactolana yasudai (Nhật Bản)